# Munster, Indiana
Munster är en stad (town) i Lake County, i delstaten Indiana, USA. Enligt United States Census Bureau har staden en folkmängd på 23 583 invånare (2011) och en landarea på 19,6 km².